# Cete
Cete (pronuncia-se Cête) é uma vila portuguesa sede da Freguesia de Cete do Município de Paredes, freguesia com 4,35 km² de área e 3091 habitantes (censo de 2021), tendo, assim, uma densidade populacional de 710,6 hab./km².
A sede da freguesia, a povoação de Cete, foi elevada à categoria de vila em 1 de julho de 2003.

## Demografia
A população registada nos censos foi:
| Distribuição da População por Grupos Etários | Distribuição da População por Grupos Etários | Distribuição da População por Grupos Etários | Distribuição da População por Grupos Etários | Distribuição da População por Grupos Etários |
| -------------------------------------------- | -------------------------------------------- | -------------------------------------------- | -------------------------------------------- | -------------------------------------------- |
| Ano                                          | 0-14 Anos                                    | 15-24 Anos                                   | 25-64 Anos                                   | > 65 Anos                                    |
| 2001                                         | 443                                          | 414                                          | 1400                                         | 260                                          |
| 2011                                         | 565                                          | 362                                          | 1834                                         | 352                                          |
| 2021                                         | 398                                          | 379                                          | 1788                                         | 526                                          |

## História
Entre 1112 e o início do século XIX constituiu o couto de Cête, com sede no mosteiro beneditino localizado nesta povoação.

## Toponímia
O nome «Cete» provém do termo Villa Ceti, do baixo-latim, que por seu turno significa «quinta de Ceto», fazendo referência a um possível povoador ou senhor destas terras.
Julga-se que o nome «Ceto» seja de origem celta, derivado de étimo "set" que significa «colina; outeiro».

## Património
- Igreja de São Pedro de Cete ou Mosteiro de Cete ou Igreja Paroquial do Mosteiro de Cete
- Capela da Senhora do Vale ou Ermida da Nossa Senhora do Vale
- Cruzeiro de Cete (no adro fronteiro à Ermida da Nossa Senhora do Vale) ou Cruzeiro da Senhora do Vale
- Ruínas da Capela de Santa Luzia
- Quinta de Cete

## Festas e Romarias
- Invenção da Santa Cruz (Maio)
- Senhora do Vale (Setembro)
- Festival Nacional de Folclore ( 1º domingo de Agosto junto ao Mosteiro Cête)

## Colectividades
- Associação de Cultura Musical Cetense ( http://www.bandamusicacete.com/)
- Associação para o Desenvolvimento de Cete
- Associação Humanitária dos Bombeiros Voluntários de Cete
- Centro Cultural e Social de Cete (http://www.centrosocialcete.org/)
- Conferência de S. Vicente de Paulo
- Futebol Clube de Cete
- Grupo Folclórico São Pedro de Cête (www.facebook.com/grupofolclorico.cete)
- Karaté Shotokan Cête (arcd.cete.karate@gmail.com)

## Estabelecimentos de Ensino
- Centro Escolar de Cete
- Centro Social Cête - ATL Creche/Berçário